# 파르카이

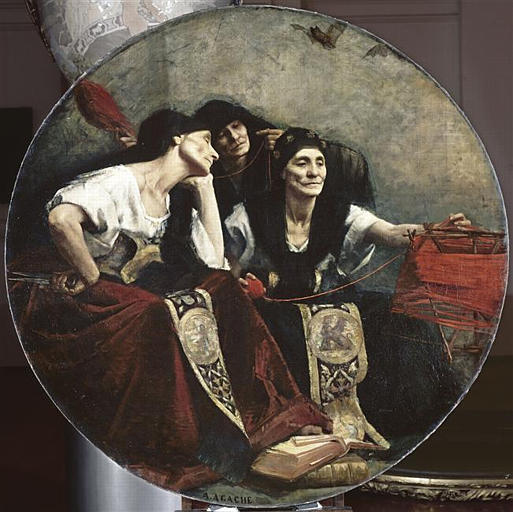
아가슈화 '파르크'(1885경)

파르카이 (Parcae)는 로마 신화의 운명의 여신이다. 문학 등에서는 파르크(프랑스어: Parque)·파르트(독일어: Parzen) 등이라고도 한다.
그리스 신화의 모이라이와 동일시 된다. 운명신으로서의 파르카의 속성은 그리스 신화로부터 빌린 것이며, 본래는 탄생의 여신이었다.

## 파르카 목록
| 여신   | 원어   | 대응 모이라이 | 속성                        |
| ------ | ------ | ------------- | --------------------------- |
| 노나   | Nona   | 클로토        | 운명의 실을 뽑는다          |
| 데키마 | Decima | 라케시스      | 운명의 실을 나눠준다 (탄생) |
| 모르타 | Morta  | 아트로포스    | 운명의 실을 끊는다 (죽음)   |

## 같이 보기
- 노른

1. ↑  고우즈 하루시게 편 '그리스·로마 신화 사전' 이와나미 서점 1960